# 대전변동초등학교
대전변동초등학교는 대한민국 대전광역시 서구 변동에 있는 공립 초등학교이다.

## 학교 연혁
- 1981년 6월 1일 대전변동국민학교(18학급) 개교(유천ㆍ내동에서 분리)설립인가 4월 29일
- 1996년 3월 1일 대전변동초등학교로 개칭
- 1998년 2월 14일 병설유치원 설립 인가
- 2021년 2월 9일 제40회 졸업(70명, 총 9,567명)
- 2021년 3월 1일 에듀코칭 연구학교 운영
- 2021년 3월 1일 18학급 편성(특수 1학급), 유치원 3학급(특수 1학급)
- 2022년 2월 15일 제41회 졸업(61명 / 총 9,628명)
- 2022년 3월 2일 AI 선도학교 운영

## 학교 상징
- 교화 - 장미 : 고결한 장미처럼 자신의 인생을 곱고 예쁘게 피우는 학생이 되길 바라며
- 교목 - 향나무 : 자신을 태워 남을 위해 은은한 향을 풍기는 향나무처럼 타인을 위해 헌신할 수 있는 사람이 되길 바라며

## 참고 자료
- 대전변동초등학교 - 한국교육학술정보원 학교알리미